# Mettä Rakkurijärvi
Mettä Rakkurijärvi är en sjö i Kiruna kommun i Lappland och ingår i Kalixälvens huvudavrinningsområde. Sjön har en area på 0,648 kvadratkilometer och ligger 487 meter över havet. Sjön avvattnas av vattendraget Rakkurijoki.

## Delavrinningsområde
Mettä Rakkurijärvi ingår i det delavrinningsområde (752987-168380) som SMHI kallar för Utloppet av Mettä Rakkurijärvi. Medelhöjden är 524 meter över havet och ytan är 4,17 kvadratkilometer. Räknas de 2 avrinningsområdena uppströms in blir den ackumulerade arean 46,96 kvadratkilometer. Rakkurijoki som avvattnar avrinningsområdet har biflödesordning 3, vilket innebär att vattnet flödar genom totalt 3 vattendrag innan det når havet efter 343 kilometer. Avrinningsområdet består mestadels av skog (58 procent) och öppen mark (15 procent). Avrinningsområdet har 0,61 kvadratkilometer vattenytor vilket ger det en sjöprocent på 18 procent.